# 5. Landwehr-Division (Deutsches Kaiserreich)
Die 5. Landwehr-Division war ein Großverband der Preußischen Armee im Ersten Weltkrieg.

## Gliederung

### Kriegsgliederung bei Mobilmachung
- 14. Landwehr-Infanterie-Brigade
  - Landwehr-Infanterie-Regiment Nr. 17
  - Landwehr-Infanterie-Regiment Nr. 36
  - Landwehr-Infanterie-Regiment Nr. 66
  - Reserve-Festungs-MG-Abteilung Nr. 1
  - Reserve-Festungs-MG-Abteilung Nr. 3
  - Festungs-MG-Abteilung Nr. 14
- 30. Landwehr-Infanterie-Brigade
  - Landwehr-Infanterie-Regiment Nr. 25
  - Landwehr-Infanterie-Regiment Nr. 65
  - Reserve-Festungs-MG-Abteilung Nr. 6
  - Festungs-MG-Trupp Nr. 10
  - Festungs-MG-Trupp Nr. 17
  - ½ 2. Eskadron/Reserve-Husaren-Regiment Nr. 2
  - Landwehr-Fußartillerie-Bataillon Nr. 8
  - Ersatz-Bataillon/2. Bayerisches Fußartillerie-Regiment
  - Mobile Landwehr-Pionier-Kompanie/XVI. Armee-Korps
  - Mobile Landwehr-Pionier-Kompanie/XI. Armee-Korps
  - Leichter Scheinwerferzug Nr. 11

### Kriegsgliederung vom 4. Januar 1918
- 30. Landwehr-Infanterie-Brigade
  - Landwehr-Infanterie-Regiment Nr. 25
  - Landwehr-Infanterie-Regiment Nr. 36
  - Landwehr-Infanterie-Regiment Nr. 65
  - 2. Eskadron/Ulanen-Regiment „Hennigs von Treffenfeld“ (Altmärkisches) Nr. 16
  - Feldartillerie-Regiment Nr. 256
- Pionier-Bataillon Nr. 405
- Divisions-Nachrichten-Kommandeur Nr. 505

## Gefechtskalender
Der Großverband wurde im Oktober 1914 an der Westfront zunächst als Division Waldow gebildet und kam hier den gesamten Ersten Weltkrieg über zum Einsatz. Nach dem Waffenstillstand räumte die Division die besetzten Gebiete, marschierte in die Heimat zurück, wo sie zunächst demobilisiert und schließlich im Januar 1919 aufgelöst wurde.

### 1914
- ab 22. Oktober – Kämpfe zwischen Maas und Mosel
  - 12. November – Gefecht bei Pintheville und Riaville

### 1915
- Kämpfe zwischen Maas und Mosel
  - 18. März – Gefecht bei Marchéville
  - 27. März – Gefecht bei Marchéville
  - 5. bis 16. April – Kämpfe bei Marchéville

### 1916
- bis 25. August – Kämpfe zwischen Maas und Mosel
  - 26. Februar – Gefecht bei Ville-en-Woëvre
  - 27. Februar bis 24. April – Kämpfe bei Champion
  - 27. Februar bis 31. Juli – Schlacht um Verdun
- ab 3. August – Kämpfe auf den Maashöhen im Bois-Brûlé und bei Apremont

### 1917
- bis 23. Februar – Kämpfe auf den Maashöhen im Bois-brûlé und bei Apremont
- ab 24. Februar – Stellungskämpfe vor Verdun

### 1918
- bis 18. Juni – Stellungskämpfe vor Verdun
  - 12. bis 14. April – Erstürmung der feindlichen Stellungen im Bois-Brûlé
- 19. Juni bis 11. September – Stellungskämpfe zwischen Maas und Mosel, vor Verdun im Walde von Ailly und Apremont
- 12. bis 14. September – Ausweichkämpfe im Mihiel-Bogen
- 15. September bis 10. Oktober – Stellungskämpfe in der Woëvre-Ebene und westlich der Mosel
- 11. Oktober bis 11. November – Stellungskämpfe in der Woëvre-Ebene
- ab 12. November – Rückmarsch durch Lothringen, die Rheinprovinz und die Pfalz während des Waffenstillstandes

### 1919
- bis 4. Januar – Rückmarsch durch Lothringen, die Rheinprovinz und die Pfalz während des Waffenstillstandes

## Kommandeure
| Dienstgrad                                   | Name                 | Datum                                       |
| -------------------------------------------- | -------------------- | ------------------------------------------- |
| Generalleutnant z. D.                        | Adolf von Waldow     | 25. Oktober 1914 bis 15. Januar 1915        |
| Generalleutnant z. D.                        | Carl Auler           | 16. Januar 1915 bis 14. März 1916           |
| Generalmajor                                 | Fritz von Unger      | 15. März bis 17. April 1916 (in Vertretung) |
| Generalleutnant/General der Infanterie z. D. | Carl Auler           | 18. April 1916 bis 14. August 1918          |
| Generalleutnant                              | Karl von Lewinski    | 15. August bis 17. Oktober 1918             |
| Generalmajor                                 | Friedrich Spennemann | 18. Oktober 1918 bis Januar 1919            |